# Предраг Момчиловић
Предраг Момчиловић Моца (Београд, 31. јул 1959) српски је позоришни глумац.

## Живот
Рођен је 1959. године у Београду где је завршио основну, а затим и средњу електротехничку школу.
У младости се бавио спортом, а први глумачке подухвате остварио је још са 12 година у Драмском студију РТВ Београда код Бате Миладиновића.
У Новом Саду уписује и завршава Глумачку академију у класи професора Бранка Плеше. Током студија (од 1983) повремено бива ангажован као глумац од стране Драме Српског народног позоришта да би већ две године касније (1985) постао стални члан овог ансамбла.
1997. постаје асистент професорке Виде Огњеновић на Академији уметности у Новом Саду, а потом код професора Љубослава Мајере, а 1998. постаје председник њеног управног одбора. Данас је редовни је професор на Академији и председник је Савеза драмских уметника Војводине. Глумио је и на филму и телевизији.

## Позориште

#### Оснивач два позоришта
Један је од оснивача Академског позоришта „Промена“ (1980), у којем је играо у представама:
- Виктор или деца на власти;
- Јелка код Иванових;
- Код вечите славине;
- Жене иду у скупштину и
- Мара Сад,

као и Позоришта „Весела корњача“ (1990), где је играо у представи:
- Др стида и портноја бољка.[2]"Је ли било кнежеве вечере", написала и режирала Вида Огњеновић; Драма СНП-а, 2008/09; Предраг Момчиловић, Радоје Чупић. Фотографија је део фото збирке Српског народног позоришта.

#### Гостовања у другим театрима:
- Позориште младих: Силе у ваздуху;
- Новосадско позориште: Малограђани;
- Културни центар у представама: Игре са сунцем, Краљ Лир, Антигона, Магбет;
- Позориште „Добрица Милутиновић“ у Сремској Митровици у представи: Три сестре;
- Позориште „Масука” у Великој Плани као Црни Ђорђе
- Савеза драмских уметника Војводине: Гробница за Бориса Давидовича.

#### Радио-драме:
Учествовао је у преко сто радио-драма.
Аутор је две радио-драме које су превођене на језике националних мањина на Радио Новом Саду: Глиб (1989) и Мања-већа (1993).

#### Српско народно позориште
- син, Тенеси Вилијамс: „Стаклена менажерија“, режија Богдан Рушкуц;
- Ђенка Ђаво, Душан Ковачевић: „Маратонци трче почасни круг“, режија Јагош Марковић;
- Небојша Ромчевић: „Силе у ваздуху“, режија Славенко Салетовић;
- Тенеси Вилијамс: „Мачка на усијаном лименом крову“, режија Љубослав Мајера;
- Овцина, касапски помоћник, А. Силађи: „Пепо илити побуна анђела“, режија Л. Барбаци;
- Иван Павловић, син професоров, Душан Ковачевић: „Сабирни центар“, режија Љубослав Мајера;
- Борис, Иван М. Лалић: „Роб љубави“, режија Жанко Томић;
- Д. Греиг: „Казанова“, режија Ђурђа Тешић;
- власник локала, Жан Ануј: „Женски оркестар“, режија Воја Солдатовић;
- Душан, Љубинка Стојановић: „Живот у гробу“, режија Срђан Радаковић;
- Уго Тудешко, Марин Држић: „Дундо Мароје“, режија Радослав Миленковић;
- Хектор, Вилијам Шекспир: „Троил и Кресида“, режија Лоранс Калам;
- медији, хор комшија, хор грађана, Маја Пелевић: „Ја или неко други“, режија Кокан Младеновић;

## Телевизија
- 1987. — Вук Караџић - ТВ серија
- 1999. — Ноћ одлуке

## Филм
- 1990. — Секс - партијски непријатељ бр. 1
- 2004. — Мемо
- 2004. — Да није љубави, не би свита било
- 2009. — Јесен у мојој улици
- 2009. — Срце је мудрих у кући жалости
- 2013. — Апофанија
- 2022. - Хероји радничке класе

## Награде
- Награда Седам секретара СКОЈ-а (1984), једна од најпрестижнијих награда у Југославији, која је додељивана младима;
- Награда Универзитета у Новом Саду (1985);
- Награда за улогу у представи: Стриптиз на Сусретима професионалних позоришта Војводине (1986) и
- Искра културе (1999).